# Dagblaðið Vísir
 (mars 2015).
Si vous disposez d'ouvrages ou d'articles de référence ou si vous connaissez des sites web de qualité traitant du thème abordé ici, merci de compléter l'article en donnant les références utiles à sa vérifiabilité et en les liant à la section « Notes et références ».
Dagblaðið Vísir, souvent abrégé DV, est un journal hebdomadaire islandais publié au format tabloïd.
Il a été créé en 1981, lors de la fusion de deux journaux : Vísir et Dagblaðið. Le journal appartient à l'entreprise de média 365 qui, elle-même, est propriété de la société d'investissement islandaise Baugur Group. Le slogan du journal est « Courageux lorsque les autres se taisent » (Þorir meðan aðrir þegja).
Dagblaðið Vísir attise souvent le débat public en Islande avec une politique rédactionnelle offensive. Ainsi, il publie régulièrement les noms, adresses et photos d'extrémistes de droite qui n'ont pas été condamnés par la justice. Le journal se défend en affirmant que le grand public a le droit d'avoir accès à ces données.
En janvier 2006, un article du journal sur un enseignant soupçonné d'abus sexuels sur des enfants a conduit au suicide de l'enseignant. La pression contre le journal est alors montée et une pétition a réuni 30 000 signatures, soit 10 % de la population de l'île. À la suite de cette affaire, la loi de protection contre la diffamation dans les médias a été renforcée et plusieurs journalistes ont été licenciés. À l'avenir, les médias publiant ce genre d'articles devront s'acquitter de dommages et intérêts très élevés.
En avril 2006, le journal annonce qu'il ne sera publié plus que de manière hebdomadaire, la version quotidienne n'étant plus rentable.